# Smällkaramell

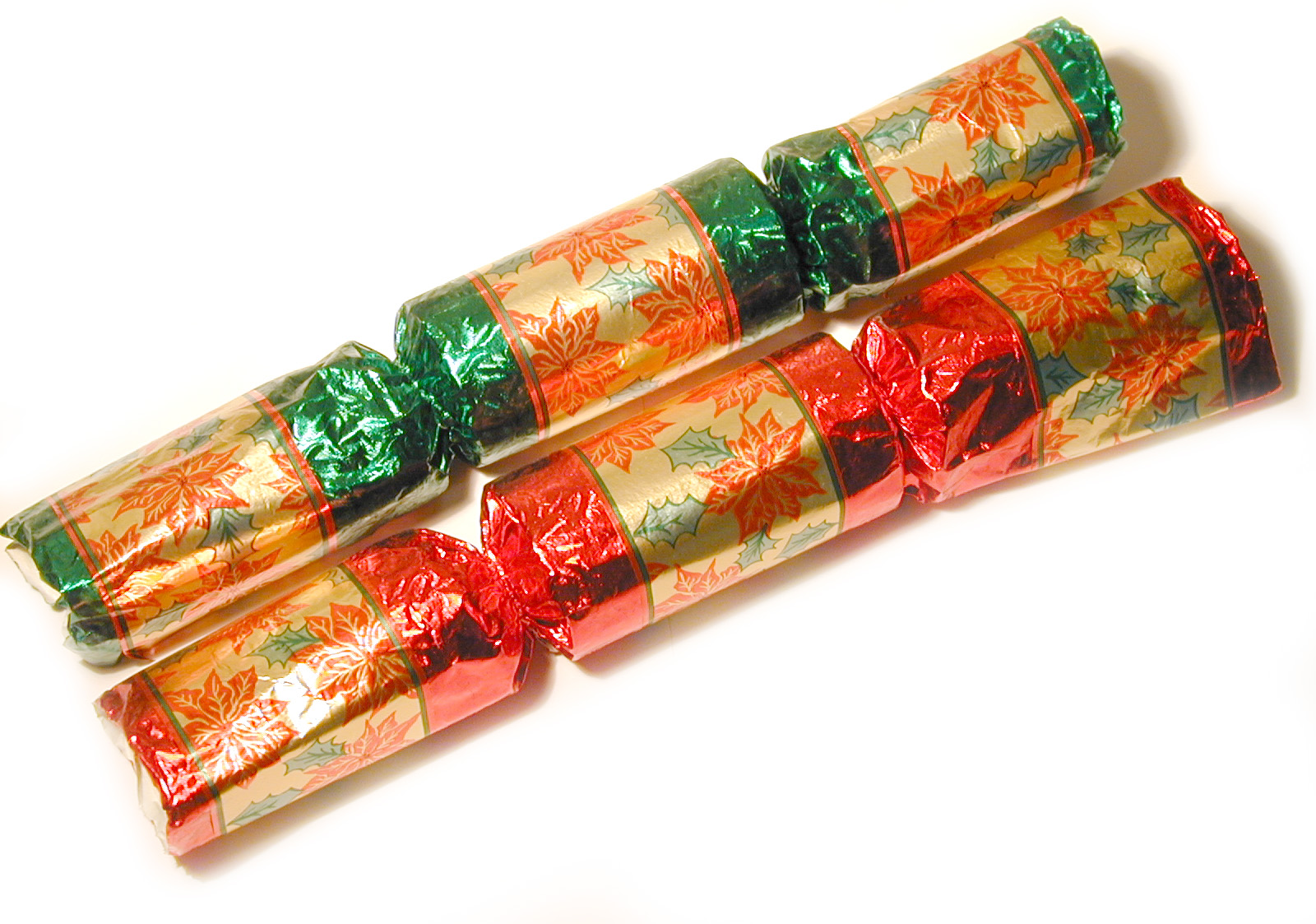
Brittiska smällkarameller med smällmekanism, så kallade Christmas crackers.

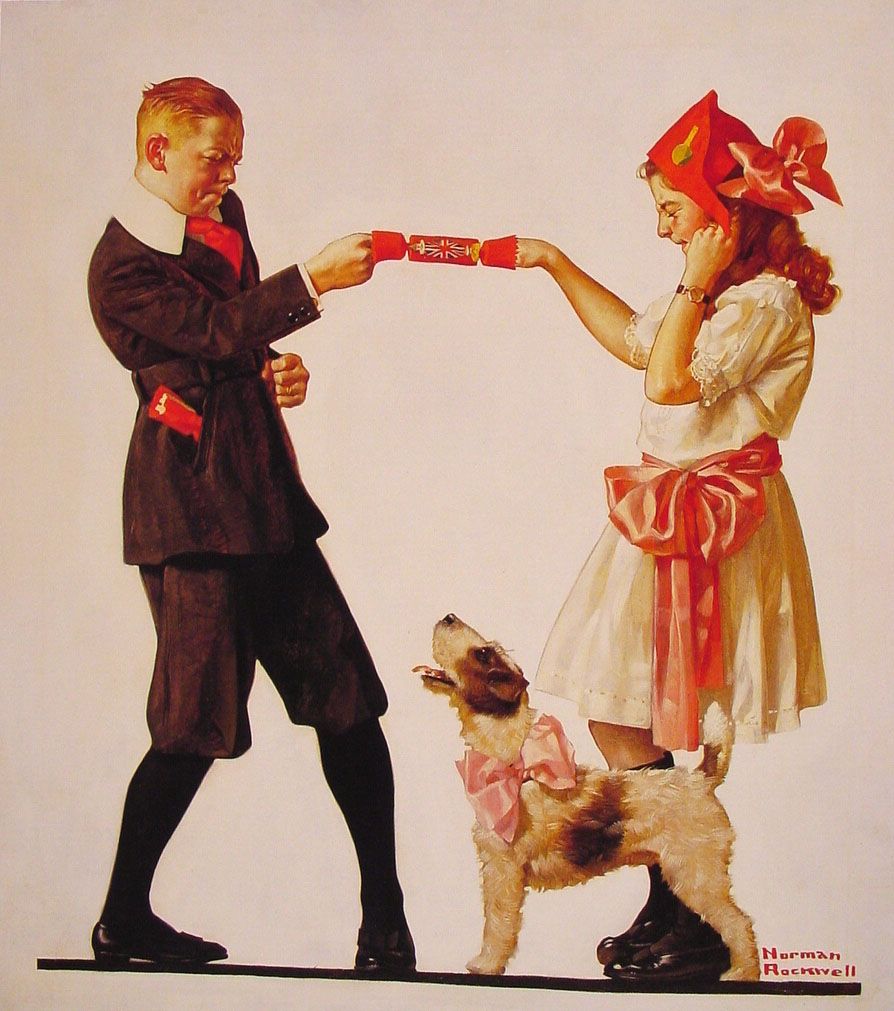
En målning från 1919 som illustrerar dragkampen som utlöser en smäll.

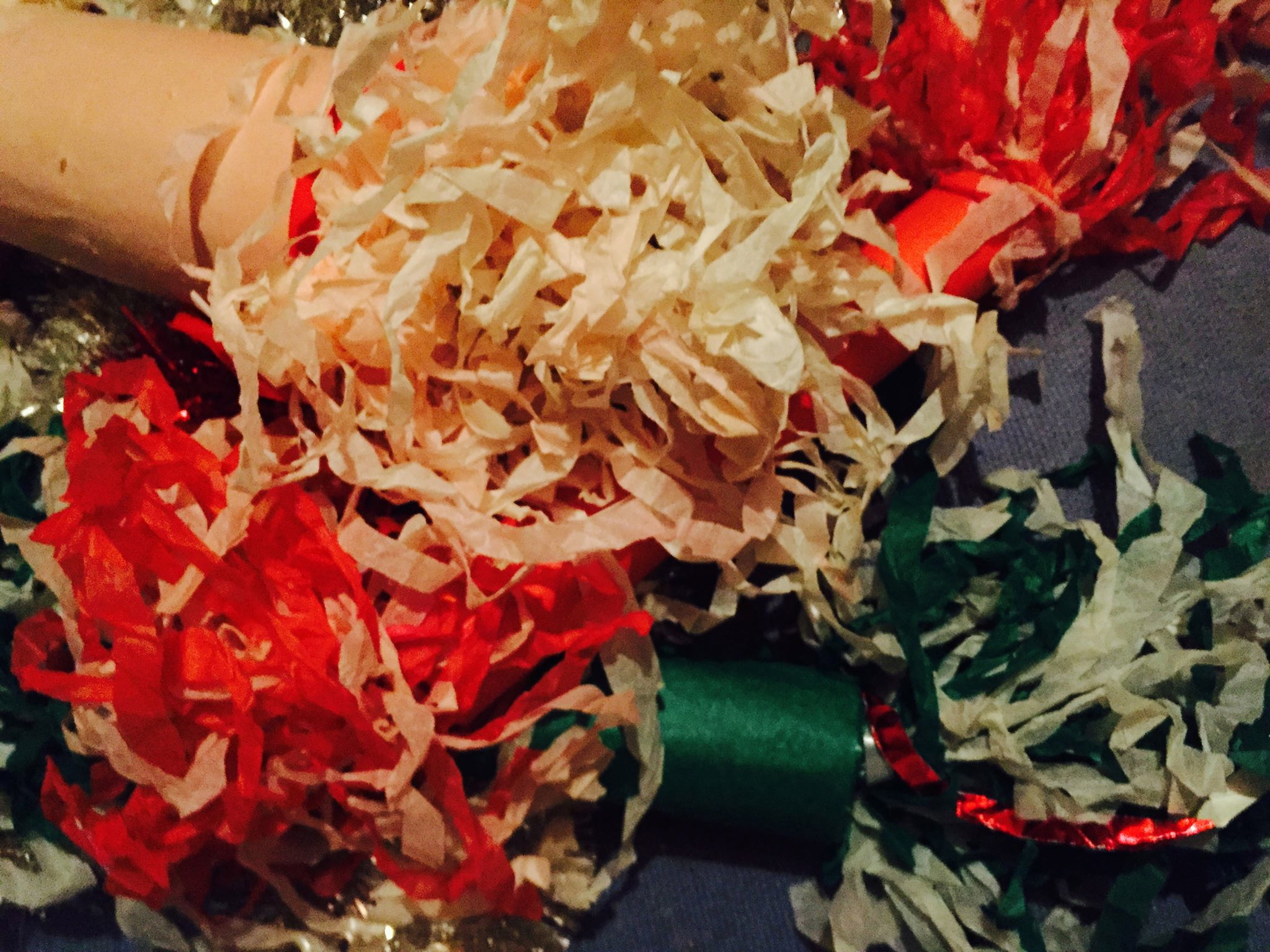
Smällkarameller av svensk typ.

Smällkaramell eller julgranskaramell är ett klassiskt avlångt julpynt som består av ett rör inslaget i färgat eller dekorerat papper så att det liknar en stor inslagen karamell. Smällkaramellen kan fyllas med en gåva eller godsak och hängas upp i julgranen eller användas som bordsdekoration. Vissa smällkarameller, särskilt i engelsktalande länder, innehåller en smällmekanism och kan ingå i en traditionell jullek.

## Historia
Grundidén till smällkarameller kommer ursprungligen från sötsakstillverkaren Thomas J. Smith i London 1847, som sålde kakor inslagna i papper som en utveckling av hans karameller med traditionellt omslag. Tanken var att pappret skulle innehålla små visdomsord, liknande lyckokakor, men inledningsvis gick affärerna ganska dåligt.
Smith gav sig inte. När han slängde in ett vedträ i brasan så small det till, något som fick honom att infoga en smällmekanism i produkten, som till en början kallades kossack. Hans son Walter Smith utvecklade och moderniserade produkten så att den mer liknade dagens smällkaramell, samtidigt som sötsakerna inuti ersattes allt mer med blandade små gåvor.

## Traditioner
I bland annat många engelskspråkiga länder finns en särskild jultradition kopplad till smällkarameller med smällmekanism, på engelska kallade Christmas crackers eller bon-bons (i Australien). Det är en dragkamp med smällkaramellen som utlöser en lätt smäll, och vinnaren kan erhålla innehållet i vinst. Som alternativ kan smällkaramellerna samt innehållet fördelas jämnt mellan samtliga gäster. Exempel på vanligt innehåll är små leksaker, klurigheter och skämt samt färgglada kronor av papper. Kronan bärs ofta på huvudet under julmiddagen. Smällkarameller med smällmekanism säljs vanligtvis kompletta i flerpack. De används ofta som bordsdekoration och fungerar som en gåva till bordsgästerna.
I exempelvis Sverige är det vanligt med egenhändigt tillverkade smällkarameller utan smällmekanism sedan omkring år 1870. Den består av vanligen av ett papprör (exempelvis toalettpappersrulle utan toalettpapper) inrullad i silkespapper med klippta fransar/remsor på sidorna. Ändarna runt det inslagna pappröret är fastknutna i ett snöre (exempelvis presentsnöre). Traditionellt bär den typen av smällkarameller ett bokmärke på utsidan och innehåller godis. Dessa smällkarameller används främst som julpynt, i exempelvis julgranen, och kan återanvändas kommande jular. Om smällkaramellerna har något innehåll kan barnen ta del av det vid julgransplundringen.